# Plagiognathus rubidus
Plagiognathus rubidus är en insektsart som först beskrevs av Bertil Robert Poppius 1911.  Plagiognathus rubidus ingår i släktet Plagiognathus och familjen ängsskinnbaggar. Inga underarter finns listade i Catalogue of Life.